# عنجوليات
العنجوليات أو فصيلة الجيليجييد (الاسم العلمي: Gelechiidae)، هي فصيلة من العثث تتبع رتبة الحرشفيات الأجنحة. وتُعد أكبر فصائل حرشفية الأجنحة الصغيرة الحجم إذ تحتوي على أكثر من 4500 نوعاً، شائعة الوجود وتتميز بوجود جناح خلفي ذو حافة خارجية مقوسة. تختلف بيانات اليرقات، فمنها التي تكون أنفاقا أو أوراما في النبات أو تعمل على ربط الأوراق. أنواع هذه الفصيلة من الآفات الاقتصادية الهامة على الحبوب المخزونة.